# Hiodontiformes
Hiodontiformes – monotypowy rząd słodkowodnych ryb promieniopłetwych z infragromady doskonałokostnych (Teleostei). Hiodontiformes są blisko spokrewnione z kostnojęzykokształtnymi i przez niektórych autorów nadal są zaliczane do tego rzędu, przy czym różnią się od nich między innymi tym, że nigdy nie występują w strefie tropikalnej. W zapisie kopalnym są znane z wczesnokredowych pokładów wschodniej Azji (Chiny). Współcześnie występują dwa gatunki w wodach kilku rzek północnoamerykańskich.

## Cechy charakterystyczne
Płetwa odbytowa umiarkowanie długa, z 23–33 promieniami. Nie jest złączona z dobrze rozwiniętą, rozwidloną płetwą ogonową. Płetwy brzuszne z siedmioma promieniami. 7–10 promieni branchiostegalnych. W linii bocznej 54–61 łusek. Długość ciała do 51 cm.

## Znaczenie gospodarcze
Ryby te nie mają większego znaczenia gospodarczego, są poławiane w wędkarstwie ze względu na bardzo smaczne mięso.

## Systematyka
Jedyna rodzina wyróżniana w rzędzie Hiodontiformes to: 
- Hiodontidae